# Saint-Seurin-sur-l'Isle
 Saint-Seurin-sur-l'Isle  là một xã thuộc tỉnh Gironde trong vùng Aquitaine tây nam nước Pháp. Xã này nằm ở khu vực có độ cao trung bình 22 mét trên mực nước biển.